# Войтюк Сергій Миколайович
Войтюк Сергій Миколайович (1959—1996) — музикант, композитор, співак, поет.

## Біографія
Сергій Миколайович Войтюк народився 25 жовтня 1959 року в с. Волосівці Летичівського району, Хмельницької області в сім'ї робітників лісу. Там він закінчив 8-річну школу, а далі переїхав в с. Голосків, де навчався з 1975-по 1977 рр. у 9 і 10 класі Голосківської середньої школи. В цьому селі він і прожив своє життя, одружився з подругою дитинства Галиною й виховував 2-х дітей — Миколу та Олю. Любов'ю всього життя Сергія Миколайовича була музика, яку він і прищепив своїм дітям. Ще з дитинства він самостійно навчився грати на баяні та гармошці.
З 1977 по 1979 роки проходив військову службу сержантом у м. Житомирі у танкових військах. Після армії поступив на курси підготовки керівників художньої самодіяльності у Хмельницькому, після закінчення якого працював в Голосківському Будинку культури художнім керівником.
З 1981 по1985 роки навчався в Хмельницькому музичному училищі, після закінчення якого працював у Меджибізькій музичній школі, де він відтворював зі своїми учнями обряди народних свят. Також викладав дітям уроки гри на баяні у Голосківській школі.
Трагічно загинув 27 серпня 1996 року.

## Творчість
Посмертно у 1998 році було видано три збірки його віршів: «Дорога до рідного дому», «Світ дитячими очима», «Лейся звонче, песня».

### «Дорога до рідного дому»
«Дорога до рідного дому» — описує любов до краю, до рідних, працю простих людей з гумором, байки для дітей.

### «Світ дитячими очима»
Друга збірка письменника «Світ дитячими очима» написана для юних читачів: «Коли приходить Дід Мороз», «Миколка і велосипед», «Як Петрусь допомагав батькам», «Карабас та два мушкетери». Вона складаєтьсяз двох циклів: вірші про дітей та оповідання «Звичайні історії Петруся з Миколкою», в яких юний читач може впізнати себе чи свого друга.

### «Лейся звонче, песня»
«Лейся звонче, песня» — це збірка з ліричними віршами і піснями, в якій поет стверджує, що любов, як і саме життя, багатогранна. В віршах його ліричний герой звертається до своєї дружини і дітей.
Вірш «Мисс жена», присвячений його дружині Галині Миколаївні був покладений композитором Олесем Колядою на музику. А згодом він видав цілу збірку пісень на вірші Сергія Войтюка.

### Захоплення і друзі
Пам'ятає і свого учня письменник Микола Михайлович Кульбовський, який так про нього написав у своїй книзі «З подільського кореня»: «Він був людиною осяйно-світлою, трепетною, як струна. Його поетична натура вирізнялася серед ровесників оригінальним світосприйняттям, неординарністю мислення. Не любив перебивати опонента, більше слухав інших. Говорив тихо, ніби роздумуючи. А коли запитаєш, відповість зніяковіло. І „видасть“ таке, що всі ахнуть…»
Сергій Миколайович вірив, що пісня — це муза, тому він поклав на музику всі свої пісні. Це «Свадебный вальс», «Галина», «Ромашка белая», «Новогодняя полька». А вірш «Забудь меня» — прекрасний романс.
Були в Сергія Миколайовича і захоплення для розуму. 17 липня 1991 року Сергій Войтюк брав участь в капітал-шоу «Поле-чудес», в якому вийшов в фінал. Він складав великі кросворди і посилав їх на передачу. Про ці моменти в нього є навіть вірш, який він підписав у спільному авторстві з Олександром Пушкіним: